# Lofotr
Le Lofotr (ou Viking Landfinger) est le nom donné à la réplique du bateau de Gokstad construit par le Musée viking de Lofotr en 1992 dans le cadre de ses activités de découverte de l'âge des Vikings sur le site archéologique d'une ancienne chefferie à Borg sur les Îles Lofoten en Norvège.